# Hycleus capitulata
Hycleus capitulata là một loài bọ cánh cứng trong họ Meloidae. Loài này được Germar miêu tả khoa học năm 1824.